# Centre d'études clunisiennes
Le Centre d'études clunisiennes est une association, vouée à l'étude de l'héritage culturel à Cluny et dans sa région. Elle a été fondée au début des années 1980, peu après la publication des travaux de Kenneth John Conant sur la grande église abbatiale de Cluny III.
Cet héritage culturel, dont certains éléments, comme l'ancienne abbaye de Cluny, sont mondialement connus, comporte également des ensembles moins connus, mais non moins exceptionnels, comme les maisons romanes de Cluny, au nombre de pas moins de deux cents.
D'un autre côté, les environs immédiats sont riches de plusieurs dizaines d'églises romanes, presque une par village, édifices qui ont été très peu étudiés.

## Organisation et activités
Le Centre est principalement animé par Jean-Denis Salvèque, et compte plus d'une centaine de membres. Chaque année est publié un bulletin, qui relate les activités du Centre et comporte surtout des articles de fond qui apportent des nouveautés variées sur les progrès de la connaissance de l'héritage culturel à Cluny et dans sa région.
La dernière opération importante organisée par le Centre a été la copie très exacte d'un ensemble de claires-voies romanes, achetées au XIXe siècle, démontées et remontées dans une villa de la région parisienne, copie qui a été replacée à l'emplacement exact d'où les éléments d'origine avaient été extraits (automne 2007).

## Sources
- Le Centre d'études clunisiennes, revue « Images de Saône-et-Loire » n° 95 (septembre 1993), pp. 17-19.